# STANDARD (SCANDALのアルバム)
『STANDARD』（スタンダード）は、SCANDALの5枚目のアルバム。2013年10月2日にエピックレコードジャパンから発売された。

## 概要
前作から約1年ぶりとなるオリジナルアルバム。
完全生産限定盤にはメンバープリントオリジナルTシャツ、初回生産限定盤にはMVを収録したDVDが同梱されており、通常盤の初回仕様には全4種類のメンバーソロ写真ステッカーのうち1種がランダム封入されている。
「メトロノーム」と「STANDARD」は、よりSCANDALらしい楽曲を入れたいというバンドの意向から当初11曲の予定だった収録内容に追加された。また、「オレンジジュース」は以前からあった楽曲だという。
TOMOMIは本作について、「夢に描いてきた大阪城ホールでの公演を終えて、次のステップを踏み出したいと思った時に、バンドの内面などを表現したSCANDALらしい曲ではなくリスナーの日常に潜り込めるような曲がやりたくなった。聴くと当時の自分を思い出せるような、誰かの人生の一部になれるような曲を並べたアルバムにしたかった」と、また「今まで以上に歌詞が聞こえるように意識した。もともと歌詞をすごく大事にしているバンドで、“どこそこのベースラインがいい”よりも“歌詞がいい”と言われるほうが嬉しい。今作は誰かに届けることを意識しているため特にそう思う」と述べている。

## 収録曲

### CD
1. Brand new wave [3:35]
作詞：TOMOMI、山田智和　作曲：山田智和　編曲：川口圭太
2. OVER DRIVE [5:03]
作詞・作曲：中田ヤスタカ　編曲：中田ヤスタカ、nishi-ken
3. 打ち上げ花火 [4:48]
作詞：一色徳保　作曲：一色徳保、シライシ紗トリ　編曲：シライシ紗トリ
4. オレンジジュース [4:06]
作詞：TOMOMI、田鹿祐一　作曲：田鹿祐一　編曲：川口圭太
5. メトロノーム [4:00]
作詞・作曲：山口高始　編曲：川口圭太
6. Weather report [3:40]
作詞：RINA、西川響　作曲・編曲：西川響
7. 8月 [4:14]
作詞：HARUNA　作曲：MAMI　編曲：西川響
8. 会わないつもりの、元気でね [4:20]
作詞・作曲：柳沢亮太　編曲：川口圭太
9. 下弦の月 [3:34] 
作詞・作曲・編曲：山口高始
10. 恋のゲシュタルト崩壊 [4:00]
作詞：RINA　作曲：RINA、ハジメタル　編曲：AxSxE
11. キミと未来と完全同期 [4:34] 
作詞：TOMOMI　作曲・編曲：篤志
12. 涙よ光れ [3:28]
作詞：MAMI、田中秀典　作曲：田中秀典　編曲：シライシ紗トリ
13. STANDARD [3:19]
作詞：SCANDAL　作曲：MAMI　編曲：SCANDAL

### DVD
- 「会わないつもりの、元気でね」 MUSIC VIDEO
- 「下弦の月」 MUSIC VIDEO
- 「SCANDAL IN THE HOUSE」 MUSIC VIDEO